# Quincampoix-Fleuzy
Pour les articles homonymes, voir Quincampoix (homonymie).
Quincampoix-Fleuzy est une commune française située dans le département de l'Oise en région Hauts-de-France.

## Géographie

### Description
La commune de Quincampoix-Fleuzy se situe à l'extrémité nord-ouest du département de l'Oise, en bordure des départements de la Seine-Maritime (Haudricourt, Aumale) et de la Somme (Morvillers-Saint-Saturnin). Elle jouxte au sud Aumale et se trouve à 24 km à l'est de Neufchâtel-en-Bray, 22 km |au nord-est de Forges-les-Eaux et 42 km au nord-ouest de Beauvais.
Elle se trouve en partie sur le plateau picard et descend jusqu'à la vallée de la Bresle.
Au milieu du XIXe siècle, on décrivait la commune de la manière suivante : « Cette commune occupe presque tout. le vallon de la Haie s'élevant à l'est sur lé plateau par des rampes ravinées compremant à l'ouest les coteaux couverts du bois de Varernbeaumont, descendant ensuite dans la vallée de Bresle, qui forme une partie de la limite. Le' ruisseau du Menillet, qui. prend- naissance sur le territoire, parcourt tout le Val de là haie ».

### Hydrographie

#### Réseau hydrographique
La commune est située dans le bassin Seine-Normandie. Elle est drainée par le ruisseau du Menillet,,.
La Bresle constitue la limite au nord-ouest la commune. C'est un fleuve côtier d'une longueur de 68 km, qui prend sa source dans la commune de Abancourt, à 180 mètres d'altitude, et se jette  dans la Manche à Le Tréport, après avoir traversé 30 communes.
Le ruisseau du Ménillet, qui en est l'affluent, traverse la commune dans sa longueur. Les eaux de sa source, non contrôlées, sont consommées par certains habitants

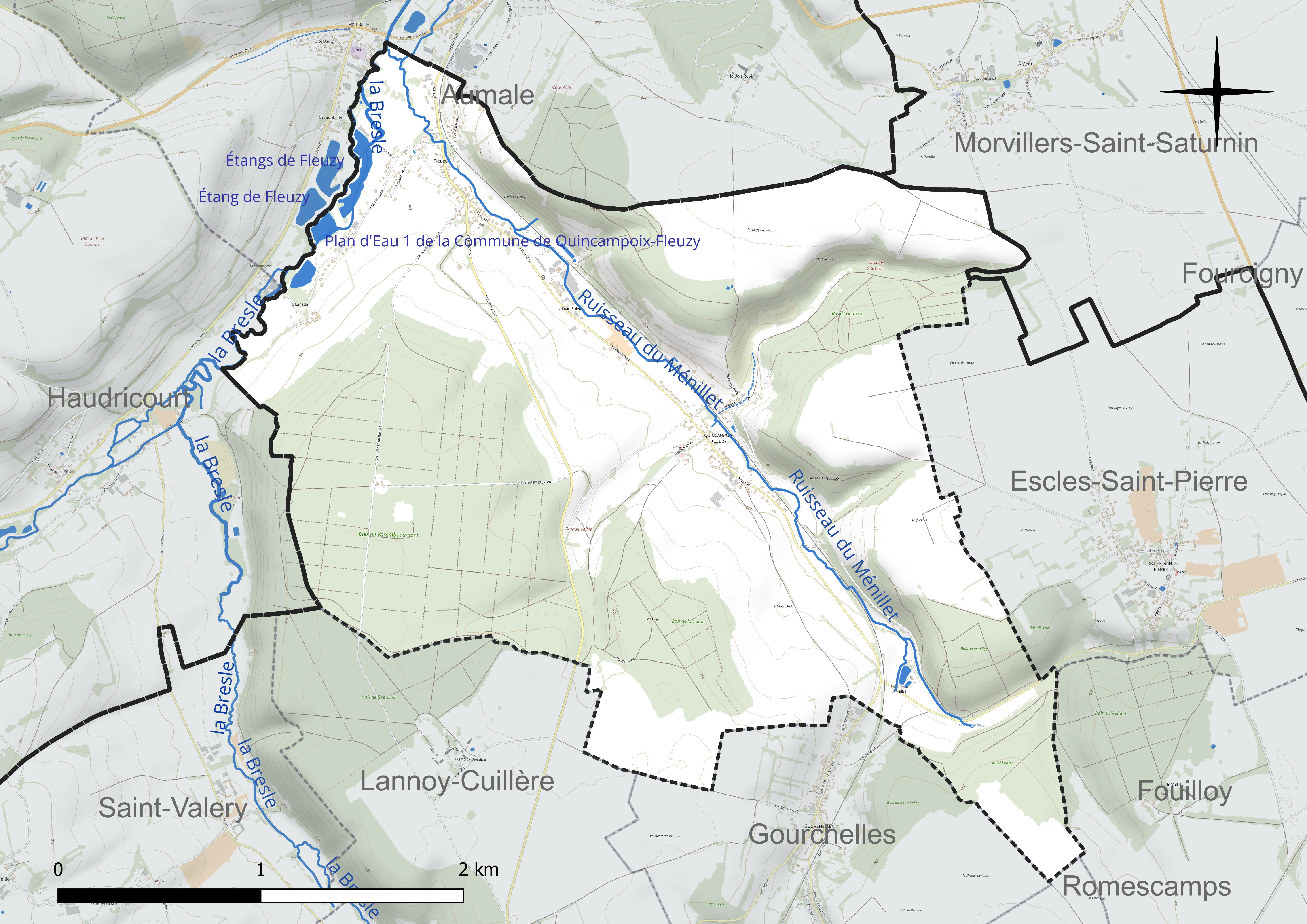
Réseau hydrographique de Quincampoix-Fleuzy.

Un plan d'eau complète le réseau hydrographique : le plan d'eau 1 de la commune de Quincampoix-Fleuzy (1,1 ha),.

#### Gestion et qualité des eaux
Le territoire communal est couvert par le schéma d'aménagement et de gestion des eaux (SAGE) « Sensée ». Ce document de planification concerne un territoire de 748 km2 de superficie, délimité par le bassin versant de la Bresle. Le périmètre a été arrêté le 7 avril 2003 et le SAGE proprement dit a été approuvé le 18 août 2016. La structure porteuse de l'élaboration et de la mise en œuvre est le syndicat mixte d'aménagement, de gestion et de valorisation du bassin de la Bresle.
La qualité des cours d'eau peut être consultée sur un site dédié géré par les agences de l'eau et l'Agence française pour la biodiversité.

### Climat
Pour des articles plus généraux, voir Climat des Hauts-de-France et Climat de l'Oise.
En 2010, le climat de la commune est de type climat océanique dégradé des plaines du Centre et du Nord, selon une étude du CNRS s'appuyant sur une série de données couvrant la période 1971-2000. En 2020, Météo-France publie une typologie des climats de la France métropolitaine dans laquelle la commune est exposée à un climat océanique et est dans la région climatique  Côtes de la Manche orientale, caractérisée par un faible ensoleillement (1 550 h/an) ; forte humidité de l'air (plus de 20 h/jour avec humidité relative > 80 % en hiver), vents forts fréquents.
Pour la période 1971-2000, la température annuelle moyenne est de 9,7 °C, avec une amplitude thermique annuelle de 14,5 °C. Le cumul annuel moyen de précipitations est de 844 mm, avec 12,7 jours de précipitations en janvier et 8,6 jours en juillet. Pour la période 1991-2020, la température moyenne annuelle observée sur la station météorologique la plus proche, située sur la commune de Saint-Arnoult à 13 km à vol d'oiseau, est de 10,4 °C et le cumul annuel moyen de précipitations est de 797,2 mm,. Pour l'avenir, les paramètres climatiques de la commune estimés pour 2050 selon différents scénarios d'émission de gaz à effet de serre sont consultables sur un site dédié publié par Météo-France en novembre 2022.

## Urbanisme

### Typologie
Au 1er janvier 2024, Quincampoix-Fleuzy est catégorisée commune rurale à habitat dispersé, selon la nouvelle grille communale de densité à sept niveaux définie par l'Insee en 2022.
Elle appartient à l'unité urbaine d'Aumale, une agglomération inter-régionale regroupant deux  communes, dont elle est une commune de la banlieue,,. La commune est en outre hors attraction des villes,.

### Occupation des sols
L'occupation des sols de la commune, telle qu'elle ressort de la base de données européenne d'occupation biophysique des sols Corine Land Cover (CLC), est marquée par l'importance des territoires agricoles (53,8 % en 2018), en diminution par rapport à 1990 (54,6 %). La répartition détaillée en 2018 est la suivante : 
forêts (41,9 %), terres arables (31,1 %), prairies (22,7 %), zones urbanisées (2,4 %), zones humides intérieures (1,9 %). L'évolution de l'occupation des sols de la commune et de ses infrastructures peut être observée sur les différentes représentations cartographiques du territoire : la carte de Cassini (XVIIIe siècle), la carte d'état-major (1820-1866) et les cartes ou photos aériennes de l'IGN pour la période actuelle (1950 à aujourd'hui).

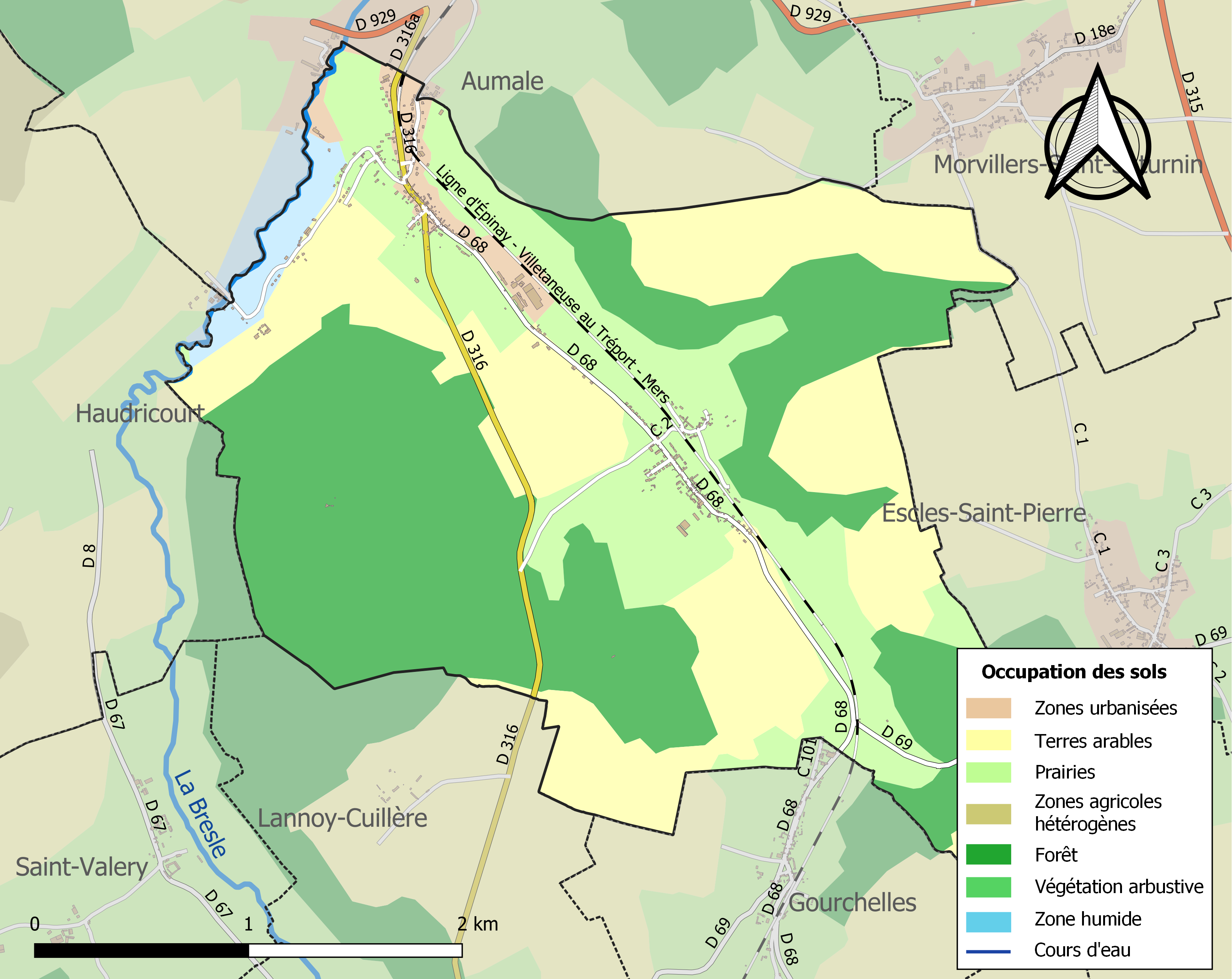
Carte des infrastructures et de l'occupation des sols de la commune en 2018 (CLC).

### Lieux-dits, hameaux et écarts
Fleuzy est un hameau situé au nord du territoire communal, jouxtant Aumale.

### Habitat et logement
En 2018, le nombre total de logements dans la commune était de 208, alors qu'il était de 202 en 2013 et de 192 en 2008.
Parmi ces logements, 84,8 % étaient des résidences principales, 4,9 % des résidences secondaires et 10,3 % des logements vacants. Ces logements étaient pour 96,3 % d'entre eux des maisons individuelles et pour 1,8 % des appartements.
Le tableau ci-dessous présente la typologie des logements à Quincampoix-Fleuzy en 2018 en comparaison avec celle de l'Oise et de la France entière. Une caractéristique marquante du parc de logements est ainsi une proportion de résidences secondaires et logements occasionnels (4,9 %) supérieure à celle du département (2,5 %) et à celle de la France entière (9,7 %). Concernant le statut d'occupation de ces logements, 84,3 % des habitants de la commune sont propriétaires de leur logement (83,5 % en 2013), contre 61,4 % pour l'Oise et 57,5 pour la France entière.
| Typologie                                               | Quincampoix-Fleuzy | Oise | France entière |
| ------------------------------------------------------- | ------------------ | ---- | -------------- |
| Résidences principales (en %)                           | 84,8               | 90,4 | 82,1           |
| Résidences secondaires et logements occasionnels (en %) | 4,9                | 2,5  | 9,7            |
| Logements vacants (en %)                                | 10,3               | 7,1  | 8,2            |

### Voies de communication et transports
La commune est accessible la route départementale 316 (ex-route nationale 316) et par l'autoroute A29 dont la sortie no 12 (Aumale) est située à proximité.
Quincampoix-Fleuzy est traversée par la ligne d'Épinay - Villetaneuse au Tréport - Mers. Les gares la plus proche est celle d'Aumale, desservie par des trains TER Hauts-de-France, qui effectuent des missions entre les gares de Beauvais ou d'Abancourt, et du Tréport - Mers. La gare d'Abancourt est plus lointaine mais plus de trains s'y arrêtent, elle est desservie par des trains TER Hauts-de-France et TER Normandie, qui effectuent des missions entre les gares de Lille-Flandres ou d'Amiens et de Rouen-Rive-Droite ainsi que de Beauvais au Tréport - Mers.
La commune est desservie, en 2023, par les lignes 6113 et 6124 du réseau interurbain de l'Oise.
Quincampoix-Fleuzy est située à 35 km de l'aéroport de Paris Beauvais Tillé. Il n'existe aucune liaison directe entre la commune et l'aéroport par des transports en commun.

## Toponymie
Le nom de la localité est attesté sous les formes Vallis de haia, selon le pouillé d'O. Rigaud) ; Vallis de haya (1250) ;  le Val de la haye (XVIIIe) ; dou val de la haie (1268), le village est situé dans le vallon de la Haie, le mot haye ayant eu jadis le sens de « lisière de bois », à l'est des coteaux couverts du bois de Varernbeaumont; puis sous les formes Quinquempois (XVIIIe) ; Quincampoix (1840) ; Quincampoix-Fleuzy (1901) ; dou val de la haie (1268) ; le Val de la haye (XVIIIe) ; le Val de la haie sur Aumale (XVIIIe) ; Quinquenpois (XVIIIe) ; Quicampoix (XVIIIe) ; Quinquempoix (XVIIIe) ; Quinquempois (XVIIIe) ; Quincampoix (1840) ; Quincampoix-Fleuzy (1901).

Selon les registres paroissiaux, la commune est dénommée "Val de la Haye" jusqu'en 1790, on ne sait pas quel motif a fait substituer la dénomination actuelle.
Fleuzy était, au XIXe siècle, un hameau de vingt maisons  vers Aumale, attesté sous les formes Flosiacum (vers 1240) ; Floisi (XVe) ; Foilly (XVe) ; Fleuzies (XVe) ; Fussi (XVe) ; Fleugi (XVe) ; Fleuzy (1840)

## Histoire
Louis Graves indiquait « Oh prétend que le village était situé en premier lieu contre le bois de Varembeaumont, sur le point où  l'on voit entore la motte d'un  château, et qu'après une destruction totale dont on n'indique ni l'époque ni la cause, la population descendit dans la vallée. C'est alors, ajoute-t-on, que le nouveau chef-lieu prit le nom du vallon, qu'il a porté jusqu'au commencement du dix-huitième siècle. On ne. dit pas quel motif y a fait substituer la dénomination actuelle ».
Quincampoix-Fleuzy relevait sous l'Ancien Régime du Duché d'Aumale
En 1850, la commune possède un presbytère, une école, des terrains à .l'état de friches et de marais. Deux moulins à eau étaient exploités dans la commune.

## Politique et administration

### Rattachements administratifs et électoraux
La commune se trouve dans l'arrondissement de Beauvais du département de l'Oise. Pour l'élection des députés, elle fait partie depuis 1988 de la deuxième circonscription de l'Oise.
Elle faisait partie depuis 1801 du canton de Formerie. Dans le cadre du redécoupage cantonal de 2014 en France, elle est désormais rattachée au canton de Grandvilliers.

### Intercommunalité
Quincampoix-Fleuzy fait partie, comme quatre-vingt-huit autres communes, de la communauté de communes de la Picardie Verte (CCPV), qui correspond l'ensemble des communes des anciens cantons de Formerie, Grandvilliers et Marseille-en-Beauvaisis, ainsi que certaines communes du canton de Songeons.
Le conseil municipal engage toutefois fin 2017 le rattachement de la commune à la communauté de communes interrégionale Aumale - Blangy-sur-Bresle, estimant qu'elle est plus liée au territoire de cette intercommunalité : traitement des eaux usées par la station d'épuration d'Aumale, utilisation de la déchèterie de Morienne, alimentation électrique par le syndicat départemental d'énergie de la Seine-Maritime... De même, les habitants fréquentent plutôt les services et commerces du secteur d'Aumale que ceux de la Picardie verte. Ce changement nécessite l'accord des deux intercommunalités et d'une majorité qualifiée des conseils municipaux de la CCPV, ou après avis favorable de la formation restreinte de la commission départementale de coopération intercommunale (CDCI) et accord des préfets des deux départements concernés. Le conseil communautaire de la Picardie verte du 25 janvier 2018 donne un avis défavorable à ce transfert, par 21 votes « pour », 52 votes « contre » et 5 abstentions, craignant le départ d'autres communes jouxtant d'autres intercommunalités.
La commune fait également partie du « Grand Beauvaisis », l'un des seize pays qui constituent le « Pays de Picardie »[réf. nécessaire].

### Politique locale
À la suite de dissensions au sein du conseil municipal, la majorité des conseillers municipaux  réclament en novembre 2020 la démission du maire, qui s'y refuse, aboutissant à la démission de cinq conseillers municipaux ou maires-adjoints. Des élections municipales partielles et été organisées les 21 et 28 novembre 2021, aboutissant au maintien du maire élu en 2020 et à l'élection par le conseil municipal de deux nouveaux maires-adjoints,.

### Liste des maires
| Période                                  | Période                        | Identité          | Étiquette | Qualité                                                |
| ---------------------------------------- | ------------------------------ | ----------------- | --------- | ------------------------------------------------------ |
| Les données manquantes sont à compléter. |                                |                   |           |                                                        |
| avant 1992                               | après 1992                     | Roland Duflos     |           |                                                        |
| Les données manquantes sont à compléter. |                                |                   |           |                                                        |
| mars 2001                                | septembre 2012                 | Nathalie Bytebier |           | Enseignante Démissionnaire pour raison professionnelle |
| 5 octobre 2012                           | juillet 2020                   | Simon Dupuis      |           | Agriculteur retraité                                   |
| juillet 2020                             | En cours (au 18 décembre 2021) | Yves Beaurain     |           |                                                        |

## Équipements et services publics
Quincampoix-Fleuzy possède un bureau de poste[Quand ?] ainsi qu'un restaurant et une discothèque, le Tropico, créée en 1988.

### Enseignement
La commune ne possède plus d'école primaire depuis 2005,,. En 2017, les enfants sont scolarisés à Aumale dans le cadre d'une convention de scolarisation.

## Population et société

### Démographie

#### Évolution démographique
L'évolution du nombre d'habitants est connue à travers les recensements de la population effectués dans la commune depuis 1793. Pour les communes de moins de 10 000 habitants, une enquête de recensement portant sur toute la population est réalisée tous les cinq ans, les populations de référence des années intermédiaires étant quant à elles estimées par interpolation ou extrapolation. Pour la commune, le premier recensement exhaustif entrant dans le cadre du nouveau dispositif a été réalisé en 2004.

En 2022, la commune comptait 403 habitants, en évolution de +2,54 % par rapport à 2016 (Oise : +0,87 %, France hors Mayotte : +2,11 %).
| 1793 | 1800 | 1806 | 1821 | 1831 | 1836 | 1841 | 1846 | 1851 |
| ---- | ---- | ---- | ---- | ---- | ---- | ---- | ---- | ---- |
| 278  | 208  | 239  | 221  | 440  | 248  | 247  | 242  | 235  |

| 1856 | 1861 | 1866 | 1872 | 1876 | 1881 | 1886 | 1891 | 1896 |
| ---- | ---- | ---- | ---- | ---- | ---- | ---- | ---- | ---- |
| 240  | 240  | 239  | 256  | 254  | 231  | 263  | 268  | 224  |

| 1901 | 1906 | 1911 | 1921 | 1926 | 1931 | 1936 | 1946 | 1954 |
| ---- | ---- | ---- | ---- | ---- | ---- | ---- | ---- | ---- |
| 244  | 268  | 290  | 319  | 344  | 356  | 293  | 359  | 343  |

| 1962 | 1968 | 1975 | 1982 | 1990 | 1999 | 2004 | 2006 | 2009 |
| ---- | ---- | ---- | ---- | ---- | ---- | ---- | ---- | ---- |
| 350  | 315  | 318  | 377  | 414  | 426  | 428  | 430  | 398  |

| 2014 | 2019 | 2022 | - | - | - | - | - | - |
| ---- | ---- | ---- | - | - | - | - | - | - |
| 403  | 401  | 403  | - | - | - | - | - | - |

#### Pyramide des âges
En 2018, le taux de personnes d'un âge inférieur à 30 ans s'élève à 30,5 %, soit en dessous de la moyenne départementale (37,3 %). À l'inverse, le taux de personnes d'âge supérieur à 60 ans est de 30,4 % la même année, alors qu'il est de 22,8 % au niveau départemental.
En 2018, la commune comptait 198 hommes pour 200 femmes, soit un taux de 50,25 % de femmes, légèrement inférieur au taux départemental (51,11 %).
Les pyramides des âges de la commune et du département s'établissent comme suit.
| Hommes | Classe d’âge | Femmes |
| ------ | ------------ | ------ |
| 1,5    | 90 ou +      | 1,0    |
| 6,0    | 75-89 ans    | 8,4    |
| 22,1   | 60-74 ans    | 21,8   |
| 20,6   | 45-59 ans    | 20,8   |
| 17,6   | 30-44 ans    | 19,3   |
| 12,6   | 15-29 ans    | 11,4   |
| 19,6   | 0-14 ans     | 17,3   |

| Hommes | Classe d’âge | Femmes |
| ------ | ------------ | ------ |
| 0,5    | 90 ou +      | 1,4    |
| 5,5    | 75-89 ans    | 7,6    |
| 15,6   | 60-74 ans    | 16,3   |
| 20,8   | 45-59 ans    | 20     |
| 19,4   | 30-44 ans    | 19,4   |
| 17,6   | 15-29 ans    | 16,2   |
| 20,6   | 0-14 ans     | 19,1   |

## Économie
Une importante laiterie de l'entreprise Eurial Ultra-frais est implantée dans la commune,.

La laiterie en 2016
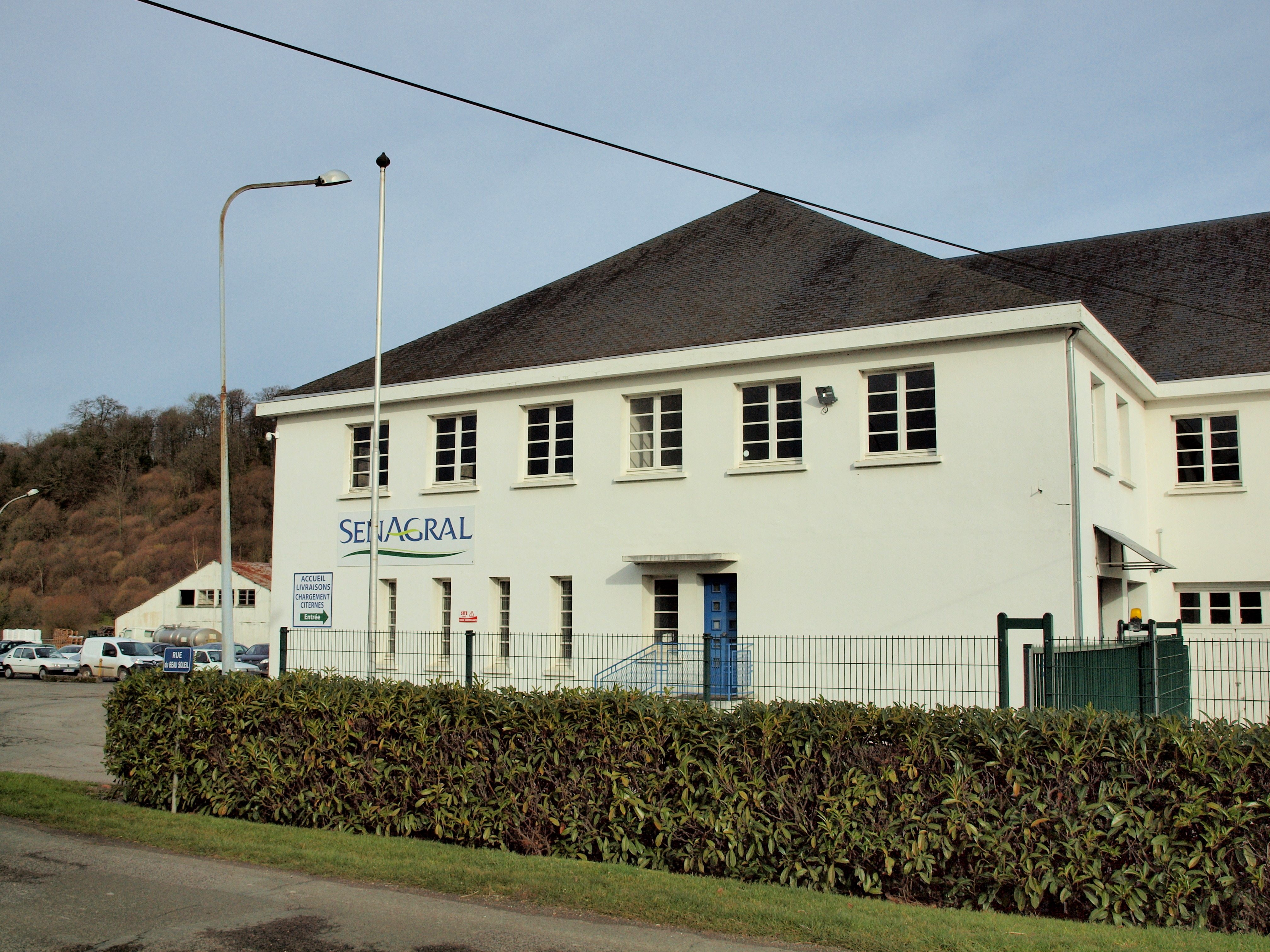
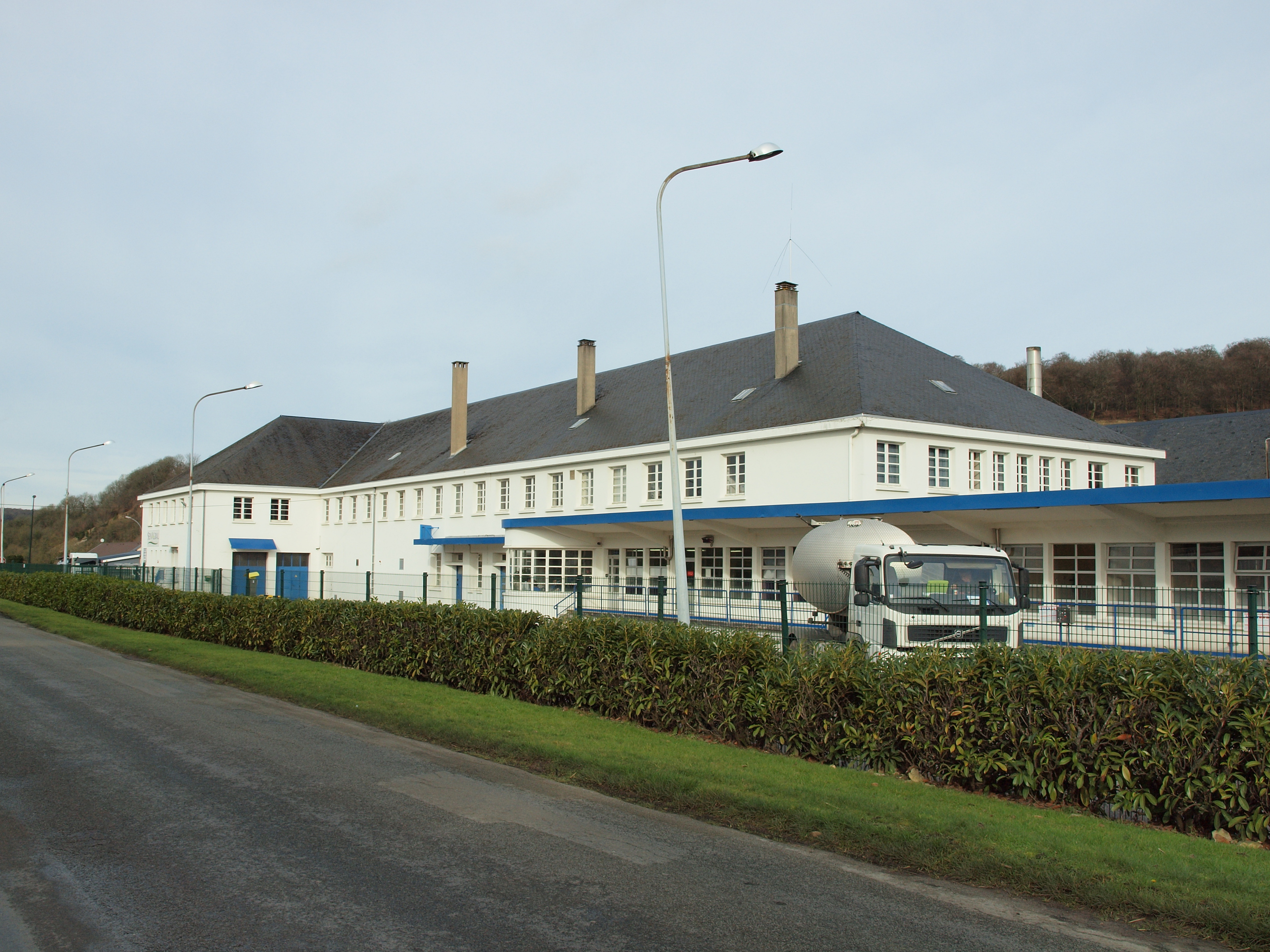
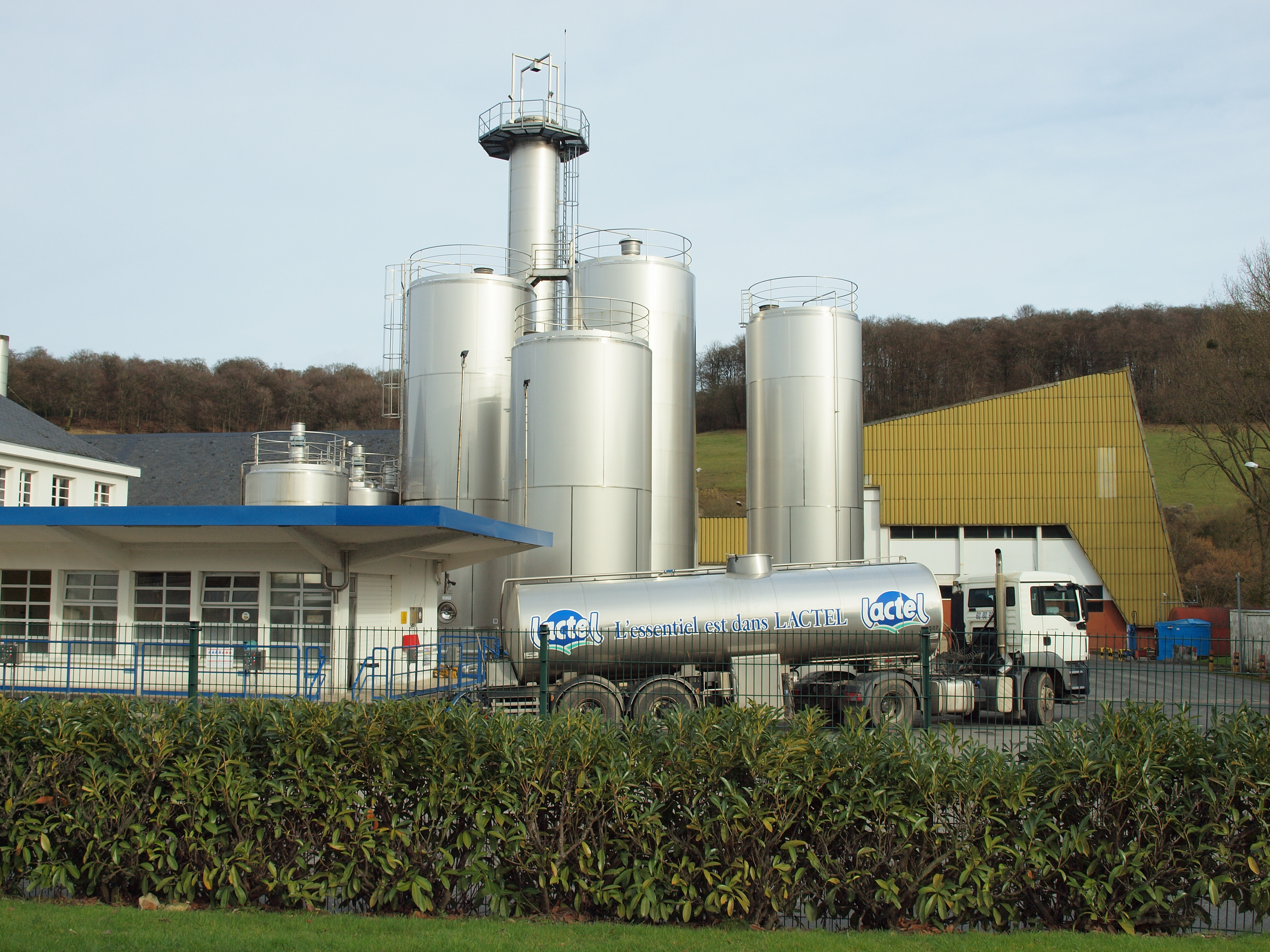

Une carrière de craie est exploitée à la sortie du village en direction de Gourchelles depuis 1999 par l'entreprise Lucas Baudmont, basée au Caule-Sainte-Beuve.

## Culture locale et patrimoine

### Lieux et monuments

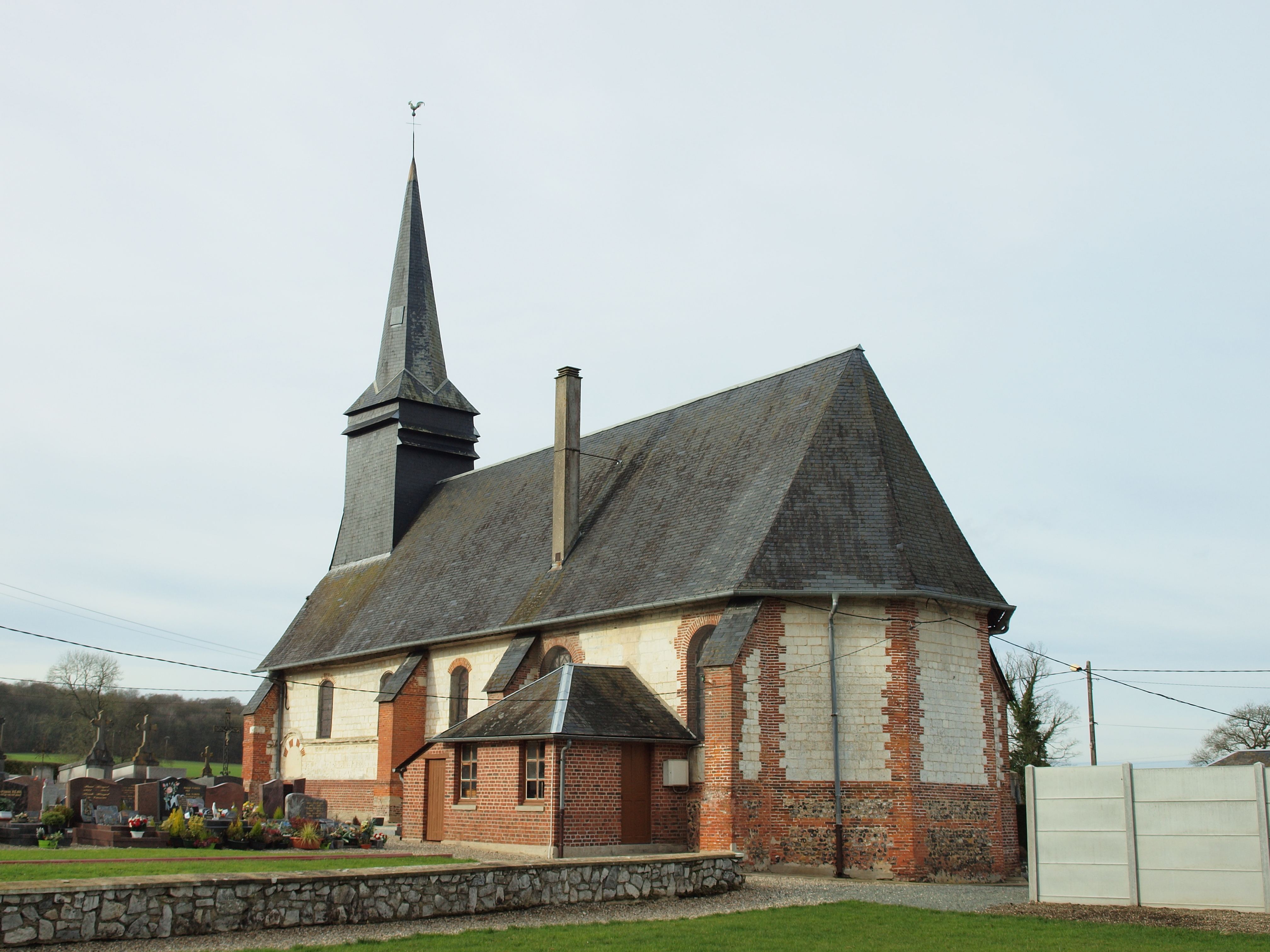
L'église Saint-Samson.

Le village  de Quincampoix-Fleuzy compte notamment : 
- l'église Saint-Samson, du XVIe ou du  XVIIe siècle, construite en pierre crayeuse avec d'importantes réparations en briques. Elle contient un exceptionnel ensemble mobilier d'art sacré du XVIe au XVIIIe siècle[45],[46],[47],[48],[49],[50].
- Le prieuré Saint-Cibar, semblant dater du XVe et du  XVIe siècle, édifiée en pierre crayeuse bien appareillée et en brique et silex[51],[46]. Il a dépendu, comme la cure, de l'Abbaye de Saint-Fuscien[1].
- Jardin du château de Fleuzy[52].
- Un monument aux morts ainsi qu'un cimetière qui contient un carré militaire de tombes du Commonwealth[53].

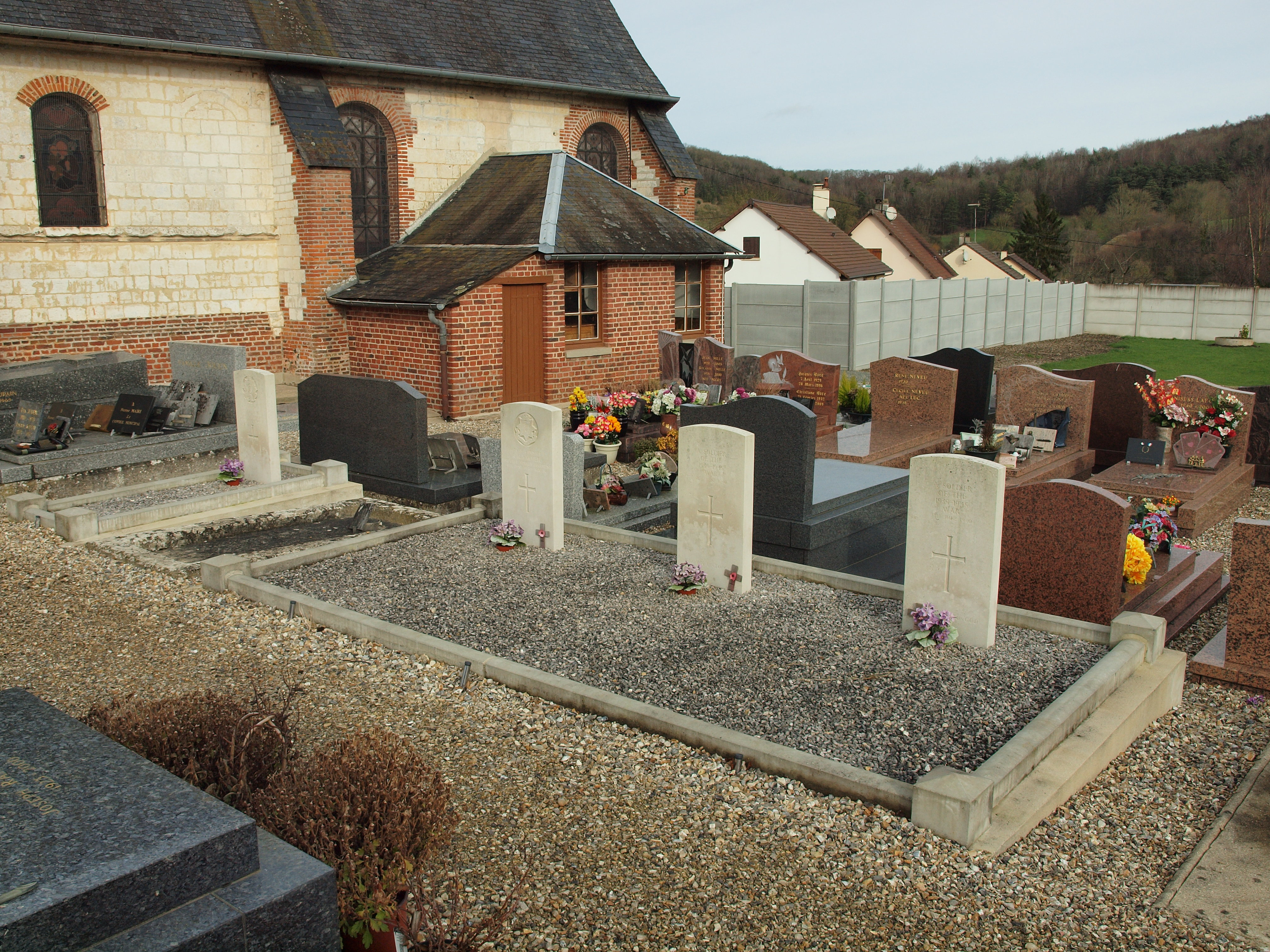
Carré militaire de la Seconde Guerre mondiale.
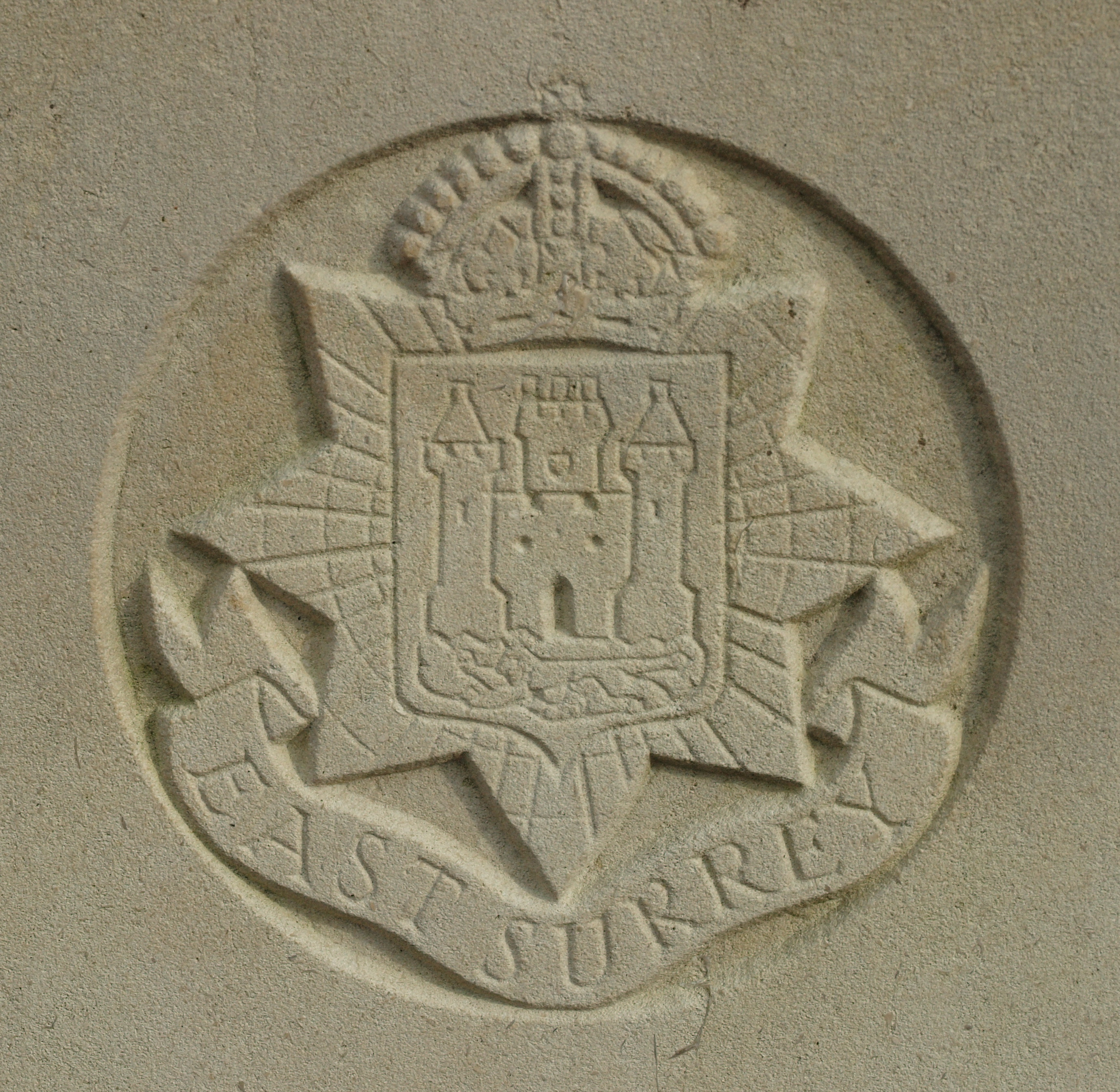
Insigne de régiment.
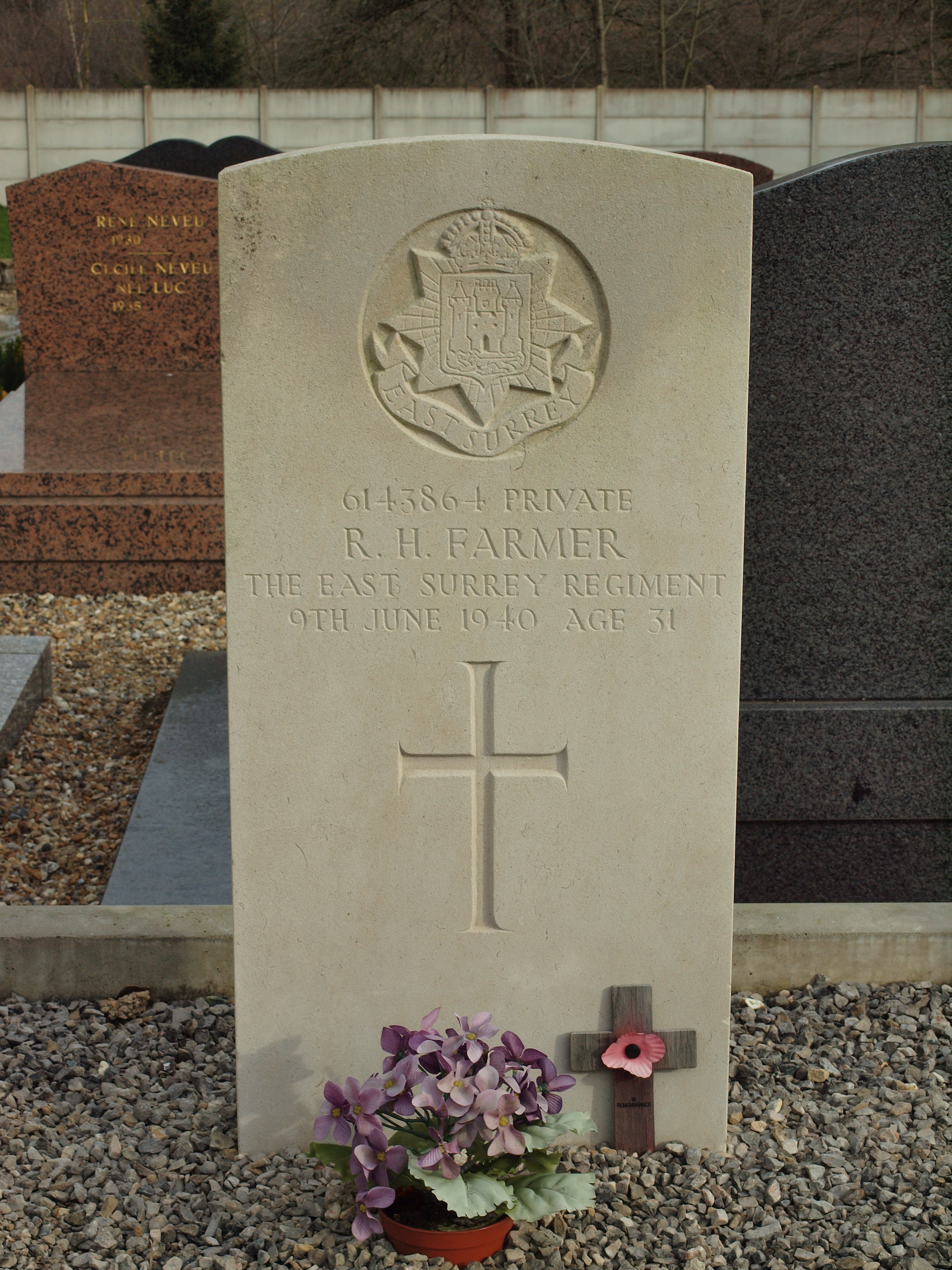
Tombe de R. H. Farmer.
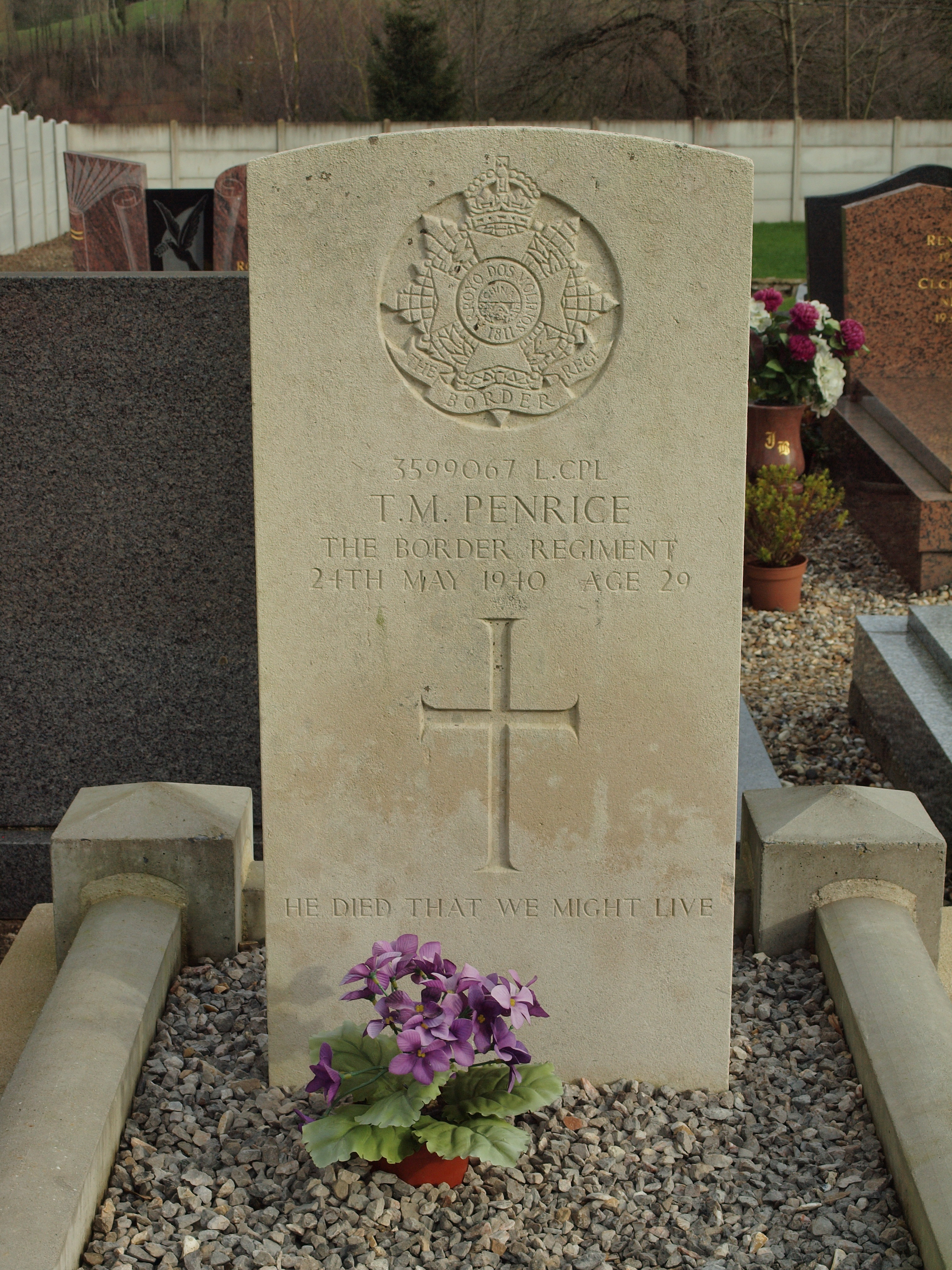
Tombe de T. M. Penrice.
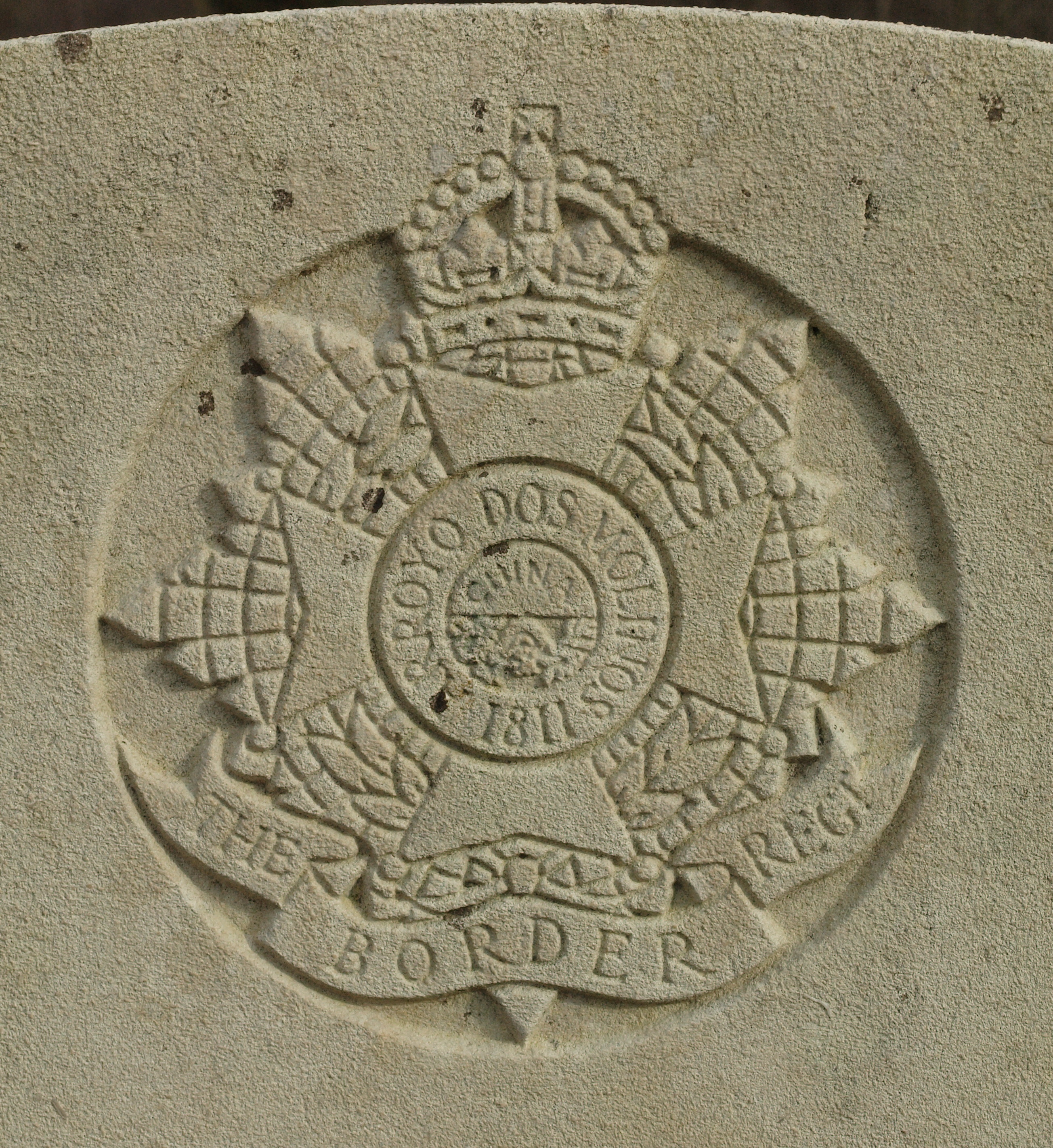